# 二酸化五炭素
二酸化五炭素(Pentacarbon dioxide)は、C5O2またはO=C=C=C=C=C=Oの化学式を持つオキソカーボンである。正式名称は、ペンタ-1,2,3,4-テトラエン-1,5-ジオン(penta-1,2,3,4-tetraene-1,5-dione)という。
この化合物は、nが奇数のCnO2の3つめの化合物である。1988年にギュンター・マイアーらによって、フロログルシノールの互変異性体である1,3,5-シクロヘキサントリオンの熱分解で得られた。また、2,4,6-トリス(ジアゾ)シクロヘキサン-1,3,5-トリオン(C6N6O3)の急速熱分解によっても得られる:p.97。室温で溶液中で安定である。純粋なものは-96℃まで安定で、これを超えると重合する。